# Бродкі (Мазовецьке воєводство)
Бродкі (пол. Brodki) — село в Польщі, у гміні Водине Седлецького повіту Мазовецького воєводства.
Населення — 106 осіб (2011).
У 1975-1998 роках село належало до Седлецького воєводства.

## Демографія
Демографічна структура станом на 31 березня 2011 року:
|          | Загалом | Допрацездатний вік | Працездатний вік | Постпрацездатний вік |
| -------- | ------- | ------------------ | ---------------- | -------------------- |
| Чоловіки | 51      | 11                 | 34               | 6                    |
| Жінки    | 55      | 10                 | 30               | 15                   |
| Разом    | 106     | 21                 | 64               | 21                   |